# Логан, Брэд
Брэд Логан (англ. Brad Logan), также известный как Брэд Майнус (англ. Brad Minus) — известный панк-рок/хардкор-гитарист из Лос-Анджелеса. Брэд является основателем и руководителем лейбла Blacknoise Records. Логан является фронтменом и гитаристом группы F-Minus, хотя больше всего известен благодаря участию в качестве гитариста в ска-кор-группе Leftöver Crack.
Брэд Логан также известен в качестве менеджера множества панк-групп — в частности, Alkaline Trio, Social Distortion и Rancid. Последние написали посвящённую ему песню «Brad Logan», выпущенную синглом и вошедшую на альбом «Chef Aid: The South Park Album».
Логан женат на художнике и дизайнере из Канзаса Кристин Феррелл.